# Gedenkkreuz für die Opfer des Holodomor 1932–1933 (Simferopol)

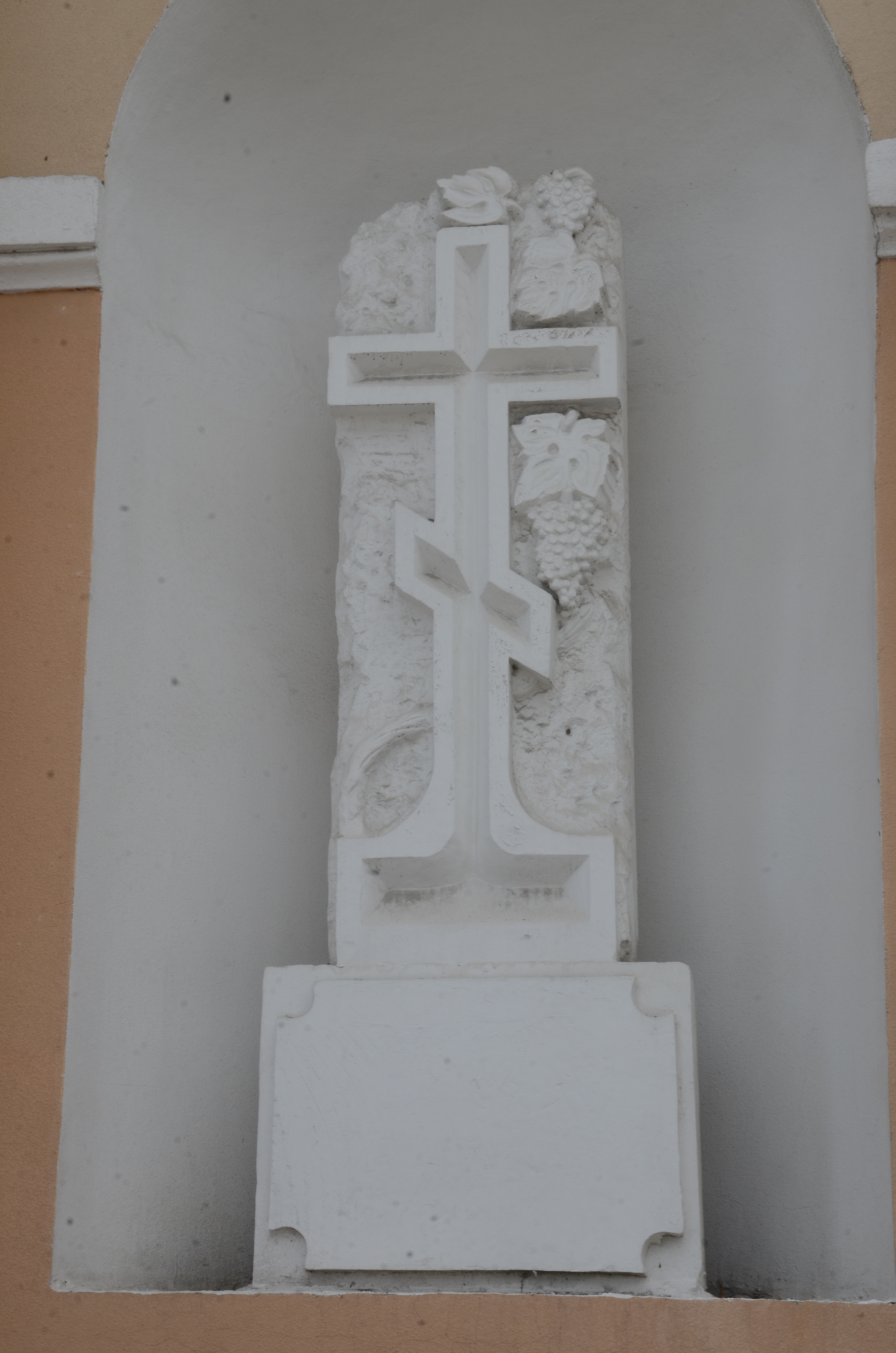
Gedenkkreuz für die Opfer des Holodomor, 2020

Das Gedenkkreuz für die Opfer des Holodomor 1932–1933 in Simferopol erinnert an die Millionen Ukrainer, die infolge der von Stalin organisierten Hungersnot in der Ukraine ums Leben kamen. Es befindet sich in einer Nische an der Fassade der Kathedrale der Heiligen Gleichapostolischen Fürsten Wolodymyr und Olha der Ukrainisch-Orthodoxen Kirche des Kiewer Patriarchats in der Sewastopolska-Straße 19.

## Geschichte
Das Gedenkkreuz ist das erste Mahnmal für die Opfer des Holodomor auf der Krim und wurde auf Initiative von Klyment, Metropolit von Simferopol und der Krim der Orthodoxen Kirche der Ukraine, errichtet. Das Denkmal wurde vom krimtatarischen Bildhauer Ilmi Ametow geschaffen und im Jahr 2000 eingeweiht. Rund drei Meter hoch, aus hellem Inkerman-Kalkstein, besteht es aus Sockel und Stele mit einem von Weinreben umrankten orthodoxen Kreuz vor zerbrochenem Stein. Am Mahnmal an der Kathedrale der Heiligen Gleichapostolischen Fürsten Wolodymyr und Olha fanden regelmäßig Gedenkveranstaltungen zum Holodomor-Gedenktag statt.
Seit der Annexion der Krim 2014 wird die Krim-Eparchie der Ukrainisch-Orthodoxe Kirche von der russischen Besatzung unterdrückt. Im Jahr 2023 besetzten die russischen Streitkräfte die Kathedrale und bauten 2024 die Kuppel ab. Das an der Fassade der Kathedrale angebrachte Gedenkkreuz für die Opfer des Holodomor 1932–1933 ist von der Zerstörung bedroht.